# Proof of Youth
Proof of Youth è il secondo album del gruppo inglese dei Go! Team. È stato pubblicato il 10 settembre 2007 in Inghilterra e il giorno seguente negli USA.

## Tracce
1. Grip Like a Vice – 4:01
2. Doing It Right – 3:23
3. My World – 2:08
4. Titanic Vandalism – 3:50
5. Fake ID – 3:25
6. Universal Speech – 2:35
7. Keys to the City – 3:09
8. The Wrath of Marcie – 3:23
9. I Never Needed It Now So Much – 3:26
10. Flashlight Fight – 2:49

Bonus tracks (versione giapponese)
1. "A Version of Myself"
2. "Bull in the Heather"
3. "Willow's Song"
4. "Milk Crisis"